# Inganni pericolosi
Inganni pericolosi (Simpatico) è un film drammatico americano del 1999 diretto da Matthew Warchus e interpretato da Nick Nolte, Jeff Bridges, Sharon Stone, Catherine Keener e Albert Finney. È l'adattamento cinematografico dell'opera teatrale Simpatico del 1994 di Sam Shepard.

## Trama
Tre giovani amici - Vinnie, Carter e Rosie - organizzano truffe alle corse di cavalli. Quando un funzionario scopre la truffa, pensano di incastrarlo con un ricatto a sfondo sessuale.
Vent'anni dopo Vinnie è ancora ossessionato dai fantasmi del passato e cercherà di utilizzare nuovamente le fotografie compromettenti per riavvicinarsi a Rose, moglie infelice di un uomo facoltoso, alcolizzata e che nutre affetto solo per il cavallo Simpatico, ex campione di corse che sta per essere venduto.